# Alexander Demandt
Alexander Demandt (6 de junho de 1937 (87 anos) em Marburgo, Hesse) é um renomado historiador alemão. Foi professor de história antiga na Universidade Livre de Berlim, entre 1974 e 2005. É especialista em Antiguidade, sobretudo Antiguidade Tardia.